# كايتو آبي (لاعب كرة قدم)
كايتو آبي (باليابانية: 阿部海斗) هو لاعب كرة قدم ياباني، ولد في 18 يونيو 1999 في أوغوري في اليابان.